# Kathrin Hohmann
Kathrin Hohmann (* 1983 in Berlin) ist eine deutsche Kindheitspädagogin, Autorin und Podcasterin, die sich für eine bedürfnisorientierte und gewaltfreie Begleitung von Kindern engagiert (Bindungsorientierte Erziehung).

## Leben

### Ausbildung
Kathrin Hohmann wuchs in Berlin auf und besuchte bereits im Alter von einem Jahr eine Krippe. Sie studierte Erziehung und Bildung im Kindesalter (B. A.) sowie Soziale Arbeit mit dem Schwerpunkt Familie (M. A.) in Berlin und Brandenburg. In ihren Abschlussarbeiten forschte sie zu den Themen ADHS und Aggressionen bei Kindern und Fachkräften. Derzeit promoviert sie im Bereich der pädagogischen Psychologie zum Thema Mehrsprachigkeit an den Universitäten Würzburg und Valencia.

### Berufliche Laufbahn
Nach ihrem Studium arbeitete Hohmann etwa 15 Jahre im Bereich der Kinderbetreuung als Kindheitspädagogin und Kita-Leiterin im In- und Ausland. Sie gründete und leitete einen bilingualen Kita-Träger in Berlin und war im Vereinsvorstand tätig. Ihre Schwerpunkte lagen dabei auf frühkindlicher Bildung, Mehrsprachigkeit, Eingewöhnung, Konzeptionsentwicklung und der Führung von Teams auf Augenhöhe.
Im Jahr 2015 gründete sie den Blog Kindheit erleben, um ihre Erkenntnisse und Erfahrungen zu teilen. Dort veröffentlicht sie informative Beiträge rund um die Welt der Kindheit und führt regelmäßig Gespräche mit Experten in ihrem Podcast.
Zusammen mit Lea Wedewardt gründete sie die Bo-Akademie, eine Bildungseinrichtung mit Fokus auf bedürfnisorientierter Pädagogik. Zudem ist sie als Beraterin für Familien und pädagogische Fachkräfte tätig und bietet Workshops und Vorträge zu Themen wie starke Gefühle, Eingewöhnung und Bedürfnisorientierung an.

### Privates
Kathrin Hohmann lebt mit ihrem Mann und drei Kindern in Valencia, Spanien.

## Werke (Auswahl)
- Gemeinsam durch die Wut. Wie ein achtsamer Umgang mit kindlichen Aggressionen die Beziehung stärkt. Edition Claus Verlag, 2021, ISBN 978-3-941514-82-9.
- mit Lea Wedewardt: Kinder achtsam und bedürfnisorientiert begleiten in Krippe, Kita und Kindertagespflege. Verlag Herder, 2021, ISBN 978-3-451-38930-6.
- Augenhöhe statt Strafen. Verlag Herder, 2022, ISBN 978-3-451-39555-0.
- Ich sehe, was du brauchst. Wie wir Kinder heute in die Welt begleiten. Verlag Herder, 2024, ISBN 978-3-451-60134-7.

## Podcasts
- Kindheit erleben: Ein Podcast für Eltern und pädagogische Fachkräfte, der Inspirationen für einen bedürfnisorientierten und achtsamen Umgang mit Kindern bietet.
- Auf die ersten Jahre kommt es an: In Kooperation mit dem Niedersächsischen Institut für frühkindliche Bildung und Entwicklung (nifbe) erscheinen regelmäßig Podcasts zu Themen der frühkindlichen Bildung und Entwicklung.